# Merz von Quirnheim (Adelsgeschlecht)

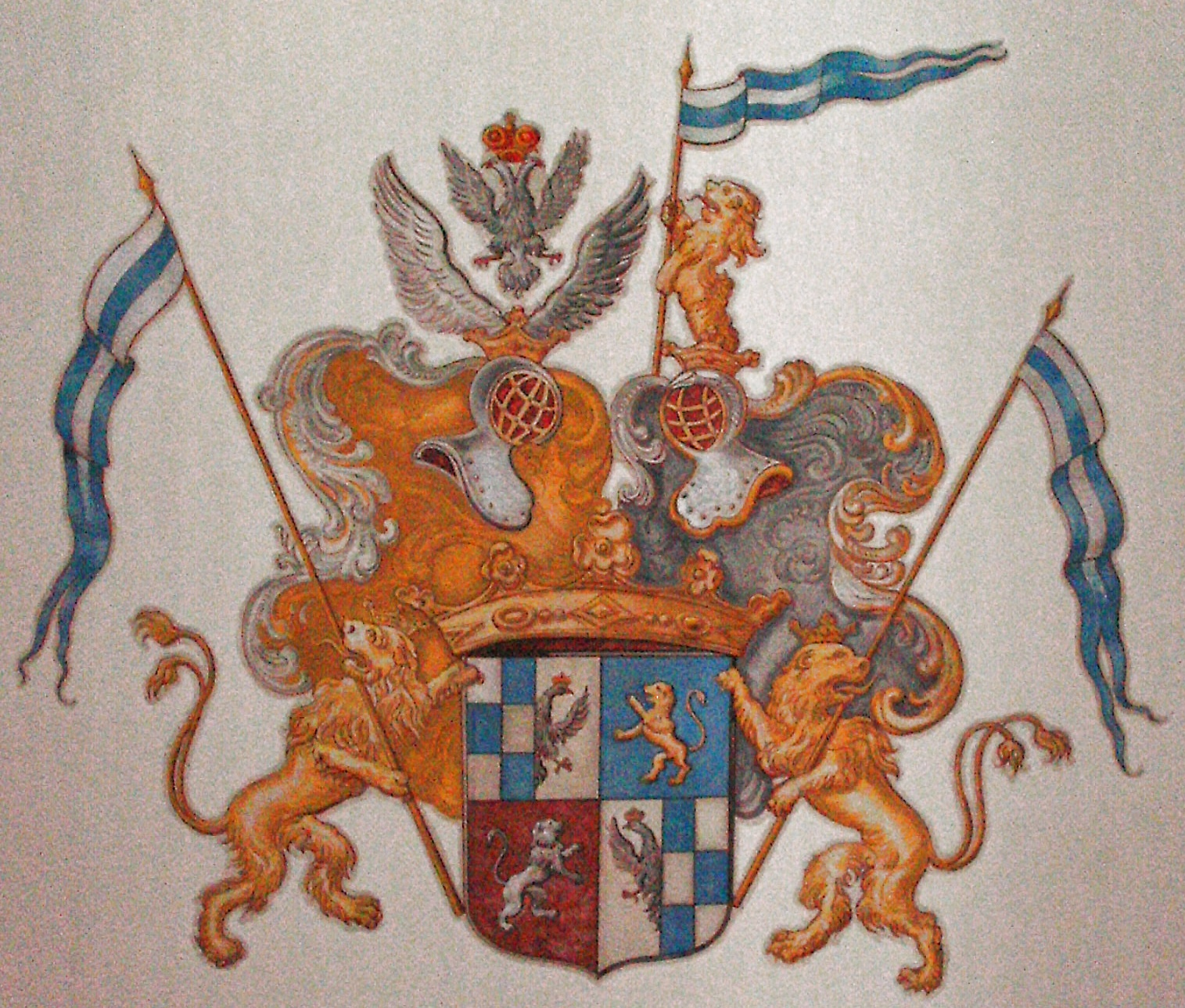
Wappen der Merz von Quirnheim mit Decken, Helmzier und Schildhaltern an der Decke der Pfarrkirche St. Oswald in Boßweiler.
Korrekte Farben siehe im Wappenbrief

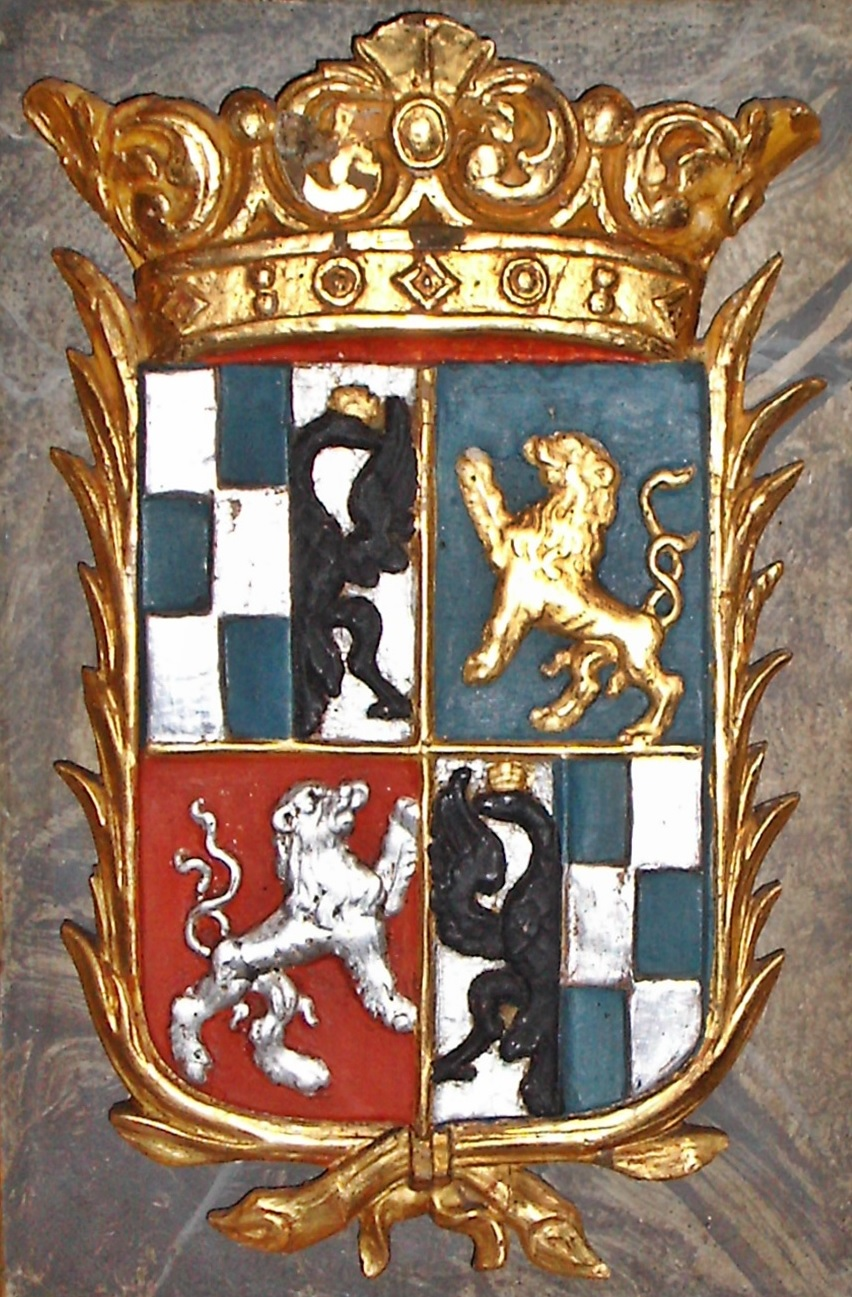
Wappen ohne Helmzier am Hochaltar in Boßweiler

Merz oder Mertz (Amtleute, Burggrafen, kurfürstlich Mainzer Räte) ist der Name eines alten ritterlichen Geschlechtes, welches im Raum Mainz nachzuweisen ist. In mittelalterlichen Urkunden wurde es auch Merzen (Merzenis/Merzonis) und ab der späteren Neuzeit März geschrieben. Im Jahre 1351 siegelte der Verweser des Erzstifts Kuno von Falkenstein zusammen mit dem bischöflichen Burggrafen Johann Mertz und zwei weiteren Kurmainzer Amtleuten einen Bündnisvertrag zur Unterstützung des Mainzer Erzbischofs Heinrich von Virneburg.
Merz auf Quirnheim und Merz von Quirnheim (Reichsritter, Hofpfalzgrafen) sind die Adelsprädikate, die einem Zweig des kurfürstlichen Ratsgeschlechtes durch den Kaiser 1675/78 erlaubt wurden; dieser Familienzweig hatte 1671/72 die Herrschaft über die beiden ehemaligen salischen Königshöfe Bosweiler und Quirnheimer Hof erlangt. Der Familie wurde bereits im Jahr 1674 der uralte Ritterstand kaiserlich bestätigt.
Herr auf/zu Bosweiler und Quirnheim (Reichsherrn) bzw. Freiherr auf Bosweiler war das zusätzliche Prädikat, welches ausschließlich an den Besitzer der beiden Höfe vererbt wurde und ging nach 130 Jahren durch die Französische Revolution mit dem Frieden von Lunéville 1801 verloren. Im Königreich Bayern wurde 1820 ein Sohn des letzten Herren von Quirnheim, welcher sich in Franken angesiedelt hatte, als Regimentskommandeur im militärischen Adelstand in der bayerischen Ritterklasse immatrikuliert mit dem Titel Ritter (der Ehrenlegion und des Wladimir Ordens) und dem Prädikat Merz von Quirnheim. 1839 wurde auch sein Vetter mit diesem Prädikat in die Matrikel aufgenommen.
Als Freiherren auf Nordstrand (Lehnsgrafen) war das Geschlecht von 1690 bis 1792 über einhundert Jahre holsteinische bzw. dänische Barone. Mit Absterben der Freins von Nordstrand 1704 dürfte sich der Grundherr der danach größeren Herrschaft und dessen ältester Sohn auch Lehnsgraf nennen.

## Familiengeschichte bis zur Französischen Revolution

### Mainzer Ratsherrengeschlecht Merz
Im Jahre 1442 wird ein Johann Liesberg genannt Mertz, vormals Schöffe und Hofedelmann im Hochstift Worms, in den inneren Rat in Mainz berufen, als Nachfolger eines anderen Johannes von Mer(t)z († 1441). Die Herkunft dieser Johann Mertz ist nicht komplett geklärt, es wird angenommen, dass diese von ritterbürtiger bzw. edelfreier Abstammung und die Urahnen des Räte- und Schöffengeschlechtes Mertz/Merz in Mainz waren.
Die bis heute nachverfolgbare Stammreihe beginnt mit dem in einer Urkunde 1594 als Erben benannten Ratsverwandten (wörtlich: cives consules) Schenk Johann/Jois Merz. Dieser ist wahrscheinlich identisch mit einem Han(n)s Mertz, der zu den Mainzer Ehrsamen gezählt wird und sowohl als Schöffe als auch als Urkundszeuge auftritt, und einem 1586 genannten Johann Mertz, der als Tochtermann der ehrsamen Bürger Anna und Georg Becker(s) aufgeführt wird. Über die Patrizierfamilie Beckers (Aachen und Mainz) bestanden somit verwandtschaftliche Verhältnisse mit den Aachener Schöffengeschlechtern Peltzer und Braumann und den Freins in Holstein. Jois Sohn Johannes Merz, Ratsherr im damaligen Kirchenstaat Mainz und Jurat des Kirchengerichts von St. Quintin, ehelichte am 4. Mai 1604 Martha (oder Maria) Hettich, Tochter des Patriziers Lubentius Hettich, bannbevollmächtigter Syndicus des Domkapitels und des Kurfürsten Johann Adam und (später) weltlicher Richter in Mainz. Aus der Ehe gingen drei Söhne und vier Töchter hervor. Der im Jahre 1605 Erstgeborene Johannes verstarb wohl in den Kriegswirren des Dreißigjährigen Krieges, außer dem Taufschein ist über ihn nichts überliefert.
Der zweite Sohn Balthasar heiratete Maria Catharina Gernsheimer, Tochter des vornehmen Mainzer Bürgers Johannes Philipp Gernsheimer. Balthasar übernahm das mehr als 3 Generationen in Familien-Besitz befindliche Hospiz „zur Engelskrone“, ehemals Am Brand 9 in Mainz gelegen. Dieses wird schon zu Beginn des 16. Jahrhunderts als Treffpunkt der Humanisten erwähnt. Hier fanden Gespräche zwischen dem jungen Erzbischof Albrecht von Mainz und Ulrich von Hutten sowie Albrecht Dürer statt. Als Ältester des Ehrbaren Geschlechts ererbte Balthasar die Ämter als Ratsherr und Jurat. Aus dieser Linie stammt der katholische Militärpfarrer Johann Peter Merz.
Der dritte Sohn Quirinus erlangte in Heidelberg einen Doktor der Rechtswissenschaften und ist am 16. Dezember 1659 in Mainz an der juristischen Fakultät als Professor nachgewiesen. Mitte des 17. Jahrhunderts könnte er als Mitglied der Familie erstmals ein Hofamt außerhalb von Kurmainz erhalten. Quirin Merz war seit 1651 Geheimrat im Hochstift Speyer, avancierte am 28. November 1661 zum Kanzler von Fürstbischof Lothar Friedrich von Metternich-Burscheid und war am 9. März 1664 auch dessen Komitialgesandter im Reichstag. Als Metternich 1673 Kurfürst wurde, erlangte Merz auch die Kanzlerschaft in Kurmainz.

### Herrschaft Bosweiler und Quirnheim

#### Geschichte der Herrschaft
Die zwei adligen Höfe Boßweiler und Quirnheim gehörten zur Zeit der Salier zur Wormsgau. Das Hauskloster der Grafen von Leiningen St. Peter in Höningen war seit 1143 in Boßweiler und seit 1145 in Quirnheim vertreten. 1247 wird das Kloster Rosenthal mit Eigentumsrechten in Boßweiler erwähnt. 1459 verpfändete das Nonnenkloster der Augustiner-Chorfrauen zu St. Maria in Hertlingshausen den Quirnheimer Hof an den staufer Burgmann und Ritter Hans Menges. Es kann angenommen werden, dass das Gut aus dieser Zeit auch den Namen Hertlingshäuserhof trägt. In der Mitte des 15. Jahrhunderts erhielt dann der in den Fürstenstand erhobene Landgraf Hesso von Leiningen die Lehensrechte über beide Höfe.

#### Merzsches Lehen

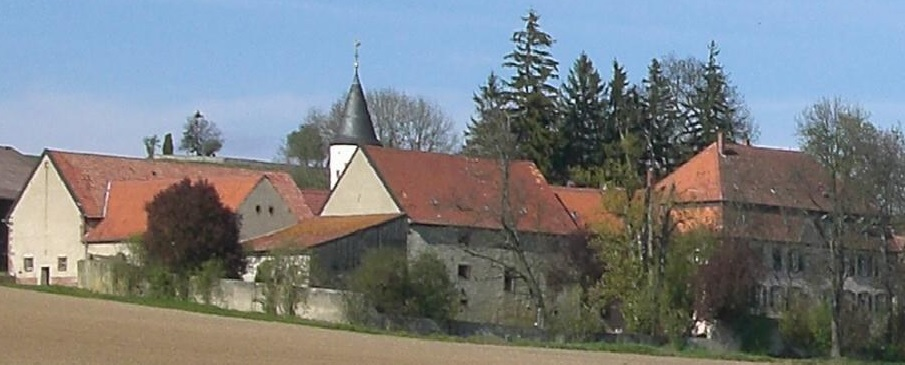
Quirnheimer Hofgut, genannt Hertlingshäuserhof, Schloss (rechts)

Quirin von Merz erhielt 1671 das freie Hofgut in Quirnheim als Lehen, ab 1672 als Geschenk, welches er schon seit 1663 als Kanzler und Abgesandter zum Reichstag der Leininger Grafen pfandweise in Besitz hatte; zusätzlich erhielt er 1671 lungenfeldsche Liegenschaften in Grünstadt und Neuleiningen als kirchliches Lehen zur Belohnung für seine Mitwirkung an der Konversion des Grafen Ludwig Eberhard von Leiningen-Westerburg (1624–1688) wie auch später dessen Sohn Philipp Ludwig zum katholischen Glauben. Nachdem die Zustimmung aller zuständigen Grafen Leiningen und des kurpfälzischen Anteils erbracht wurde, erhielt das Geschlecht Merz 1672 auch die Herrschaft in Bosweiler. 1673 übertrug ein Lehensvertrag zusätzlich das Dorf Quirnheim samt allem Zubehör förmlich auf Kanzler Merz.

### Alter Ritterstand und Reichsherren
In Wien wurde am 1. Juni 1675 der Ritterstand des Geschlechtes festgestellt. Kaiser Leopold erhob den kurfürstlich Mainzischen geheimen Rat und Kanzler Quirinus von Merzen Herr in Bosweiler und Quirnheim in den Alten Ritterstand für das Reich und die Erblande, mit der Befugnis sich nach den erworbenen Gütern zu nennen (privilegium denominandi) und dabei die adligen Prädikate von und auf zu verwenden. Außer dem erblichen Reichsherrenadel und der Exemptio, Befreiung von allen bürgerlichen Ämtern und Gerichten, wurde der kaiserliche Schutz und Schirm sowie das Schwarzer Adler-Privilegium (Salva Guardia) auch als Teil des gebesserten Wappens verliehen. Die Verleihung der Privilegien an Vater Quirin und Sohn Johann Wilhelm (Wirklicher Reichshofrat) wurde persönlich durch den Kaiser mit einer symbolischen Medaillenübergabe vollzogen. Es durfte das Prädikat „Merz auf Quirnheim“ geführt werden.

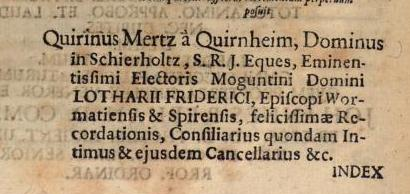
Herr auf Schierholtz

### Freiherr von Quirnheim
Als Quirin von Merz weiter im Norden als Herr/Dominus auf Schierholtz weilte, um am Hof in Braunschweig als Etats- und Geheim-Rat zu dienen, ging das Dorf und der Bosweilerhof 1678 in den Besitz seines Sohns Johann Wilhelm über. Als Braunschweiger Geheim-Rat erhielt er im selben Jahr die nicht erbliche kaiserliche Erlaubnis, sich persönlich in Schriftstücken Freiherr von Quirnheim zu nennen.

### Hofpfalzgrafschaft und Reichsfreiherrenstand
Johann Wilhelm Mertz von Quirnheim, seines Zeichens kaiserlich-abgeordneter Rat des ritterlichen Sankt Johann-Ordens und Kanzler des Obristmeisters in „Teutschen Landen“, erbat sich beim Kaiser das Palatinat und den Titel Kaiserlicher Rat. Am 14. Februar 1685 wurde von Leopold I. die Große Comitiva und der erbetene Titel bewilligt. Der Umfang der erblichen Reservatrechte ist nicht bekannt.
Nach Heinz Reif soll um 1700 allen Familien der Reichsritterschaft durch den deutschen Kaiser der Titel eines Reichsfreiherren verliehen worden sein. Ob und wann Johann Wilhelm oder Quirinus in den Reichsfreiherrenstand erhoben wurden, ist durch ein Adelsdiplom nicht mehr nachweisbar, kann aber durch wiederholte Nennung beim höchsten Gericht im Römisch Deutschen Reich als belegt gelten. Die erste auffindbare urkundliche Nennung als Freiherr findet sich 1699 in den alten Kirchenbüchern in Grünstadt, dieser Sachverhalt wird in einem Text aus dem Jahre 1836 bestätigt. Reichskammergerichtliche Dokumente aus den Jahren 1791, 1798 und 1805 und amtliche von 1799, 1814, 1817, 1863 und 1870 belegen das Baronat.

### Herrschaft Nordstrand
Mit dem Tode von Johann Daniel von Freins-Nordstrand 1683 kam im Jahre 1690 nach der Erbstreiteinigung mit den Brüdern Freins und dem Schwager Kai Graf von Ahlefeld ein großes Rittergut mit adeligem Hof auf Nordstrand hinzu. Durch den ausreichenden Güterbesitz in Holstein und Dänemark konnte Johann Wilhelm Merz als Spross eines altritterlichen Geschlechts ohne große Formalitäten den Titel eines dänischen Barons beanspruchen. Mit Absterben des Geschlechts Freins-Nordstrand erbten die Merz 1704 weitere Herrschaftsrechte und blieben bis mindestens 1792 Lehnsgrafen und Freiherren von Nordstrand.

## Familiengeschichte ab der Französischen Revolution

### Verlust der Herrschaft
In der Zeit der bürgerlichen Französischen Revolution, welche zur Besatzung der linksrheinischen Gebiete ab 1790 führte, wurde das pfälzische Eigentum 1792 enteignet und alle adeligen Rechte und Titel aberkannt. Zu dieser Zeit verließ ein Großteil der Familie Merz das enteignete Land in Richtung Franken. Durch den Niedergang des Alten Reiches 1806 wurden die territorialen und Reservat-Rechte endgültig obsolet. Freiherr Karl Josef Merz († 1802 in Quirnheim) war der letzte Merz von und zu Quirnheim und Freiherr auf Bosweiler.

### Ausländische Standeserhebungen
Der bayerische Offizier Karl Albert Merz von Quirnheim wurde bis 1814 in den russischen Ritterstand des Orden des Heiligen Wladimir und in den französischen Ritterstand der Ehrenlegion erhoben.

### Bayerische Ritterklasse
In Franken wurden Karl Albert Merz von Quirnheim am 28. April 1820 und Karl Josef von Merz (* 31. Dezember 1789 in Rodenbach; † 2. Februar 1846 in Ansbach) am 12. Dezember 1839 als bayerische Ritterklasse immatrikuliert mit dem Titel Merz von Quirnheim. Albrecht Merz von Quirnheim, der Sohn des Karl Josef, entschied sich für die historische Schreibweise Mertz. Auch die Schreibweise März findet man später noch in Bayern.

## Grablege der Familie Merz

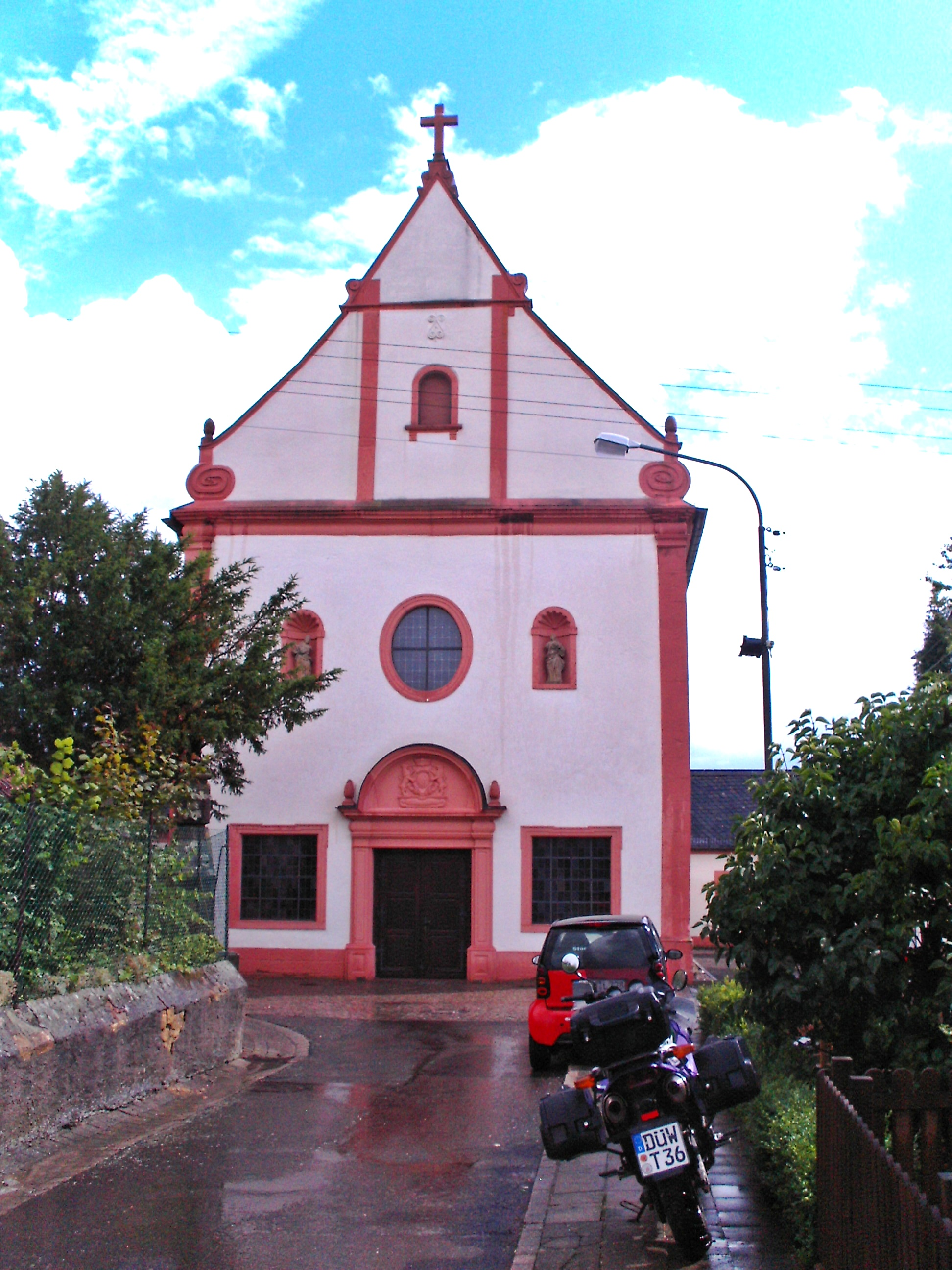
Pfarrkirche Boßweiler

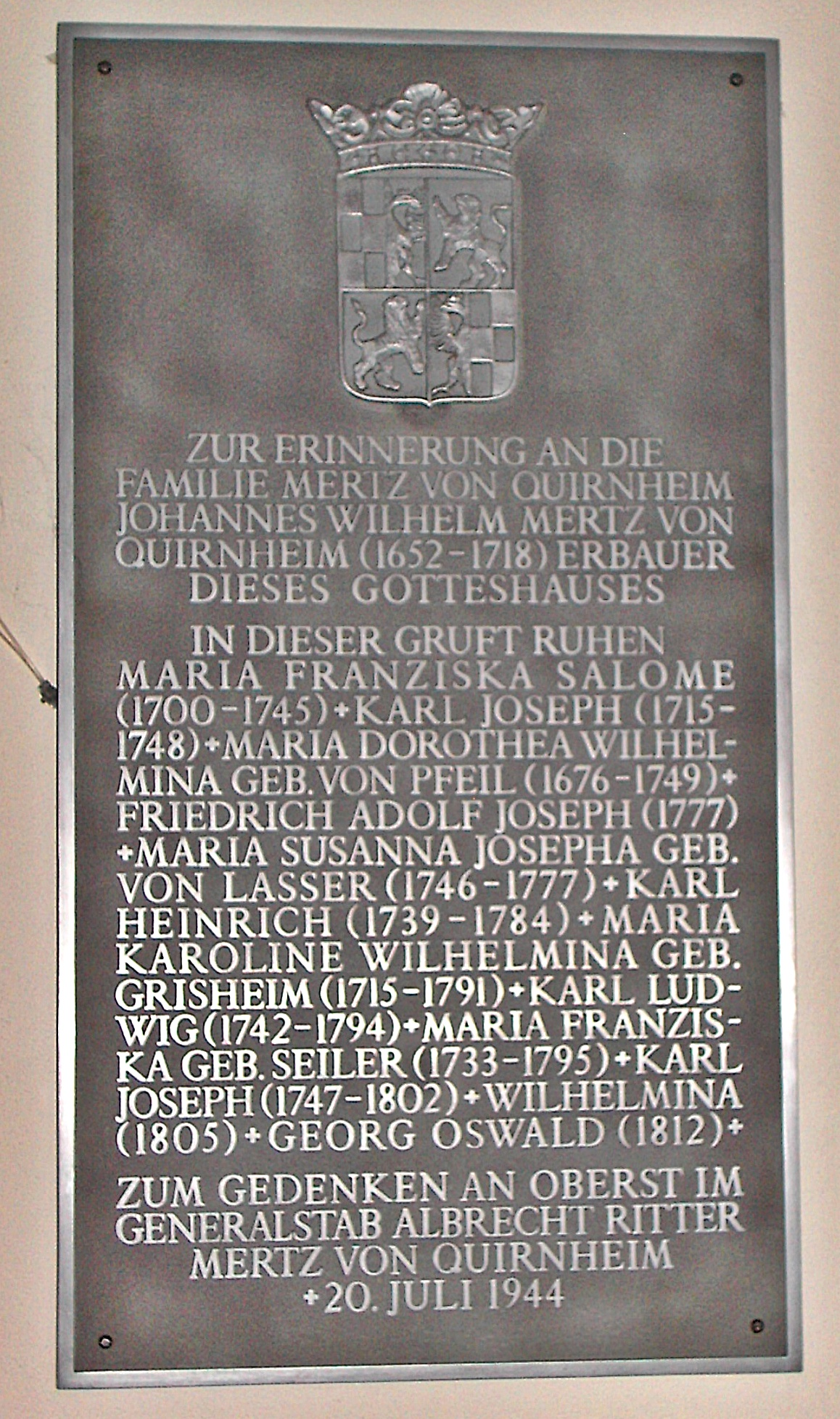
Metall-Epitaph in der kath. Pfarrkirche St. Oswald in Boßweiler (Gem. Quirnheim)

Die alte Pfarrkirche in Quirnheim sollte protestantisch bleiben. So ließ Hofpfalzgraf Johann Wilhelm Merz die mittelalterliche katholische Oswaldskapelle im nahen Boßweiler zwischen 1699 und 1707 in eine ansprechende barocke Pfarr- und Wallfahrtskirche mit einer Gruft ausbauen. Die Barockkirche platzierte man in die untypische Nord-Süd-Richtung, so dass sich der Chor nunmehr im Süden befindet. Die alte, gotische Oswaldskapelle, deren Chor im Osten lag, wurde als Querschiff in den Neubau übernommen, da sie ein historisches, religiöses Zentrum der Region mit einem äußerst ausgefallenen und seltenen Patrozinium war. Es existierte dort eine althergebrachte Wallfahrt zu dem selten verehrten Pest- und Viehpatron St. Oswald von Northumbria und das Gotteshaus besitzt bis heute eine Schädelreliquie des Königs. Der Chor der uralten Oswaldskirche, ragt aus dem heutigen Gotteshaus als östliches Querschiff kapellenartig heraus. Die Pfarrkirche St. Oswald in Boßweiler birgt die heutzutage unzugängliche Grablege einiger Mitglieder des Geschlechtes und trägt mehrere Stifterwappen der Familie, u. a. über dem Hauptportal, an der Kirchendecke und am Hochaltar. Den in der Kirche bestatteten Agnaten und Ehefrauen wurde ein neuzeitlicher Metall-Epitaph (s. Bild) gewidmet. Darauf wird auch an Albrecht Mertz von Quirnheim erinnert, einem Spross der Familie aus Franken, welcher 1944 als Widerstandskämpfer gegen den Nationalsozialismus sein Leben ließ.

## Persönlichkeiten
- Quirin Merz von Quirnheim († 1695), Geheimer Rat und Kanzler im Hochstift Speyer und in Kurmainz; Geheim- und Etats-Rat in Kurhannover
- Johann Merz von Quirnheim (1652–1718), Geheimer Rat in Kurmainz, Wirklicher Reichshofrat, Kaiserlicher Rat, Hofpfalzgraf und kurfürstlicher Hof- und Revisionsrat[62]
- Marie Catharina Merz von Quirnheim[63] († 1726), Tochter des Quirin, Herrin auf Dunau[64] und Neustadt/Hannover, Ehefrau von Georg Caspar von Alten[65] (1646–1688)
- Eleonore Merzin von Quirnheim geb. Freins von Nordstrand († 1698), erste Ehefrau des Johann Wilhelm, Tochter von Johann Daniel von Freins-Nordstrand
- Maria Dorothea Wilhelmina Merzin von Quirnheim geb. von Pfeil(l)-Raddestorf[66] (1676–1749), zweite Ehefrau des Johann Wilhelm, langjährige Herrin der Baronie
- Philippine Carmer geb. Merzin von Quirnheim[67] († 1735), Gemahlin des Clemens von Carmer, kurfürstlicher Kammerverwalter
- Karl Joseph Alois Mertz (1710–1748), Lehnsgraf auf Nordstrand und Freiherr auf Bosweiler[68], 1731 Defendent an der Universität Heidelberg[69][70], Kurfürstlich Mainzer Rat[68]
- Karl Joseph Heinrich Merz von Quirnheim (1747–1802), vierter und letzter Herr auf Bosweiler und Quirnheim
- Albert Merz von Quirnheim (1774–1857), Generalmajor, Kommandeur des 5. und des 12. Bayer. Infanterie-Reg., der Veste Oberhaus und der Stadt Passau
- Karl Josef Merz von Quirnheim[5] (* 31. Dezember 1789 in Rodenbach; † 2. Februar 1846 in Ansbach), bayerischer Oberstleutnant und Malzaufseher
- Johann Peter Merz Ritter des Adlerordens (1791–1874), deutscher Militärpfarrer und Geistlicher Rat
- Albrecht sen. Mer(t)z von Quirnheim (1824–1878), Ingenieuroffizier im bayerischen Geniebataillon, Leiter der Königlich Bayerischen Brandversicherungsinspektion in Ansbach
- Hermann Mertz von Quirnheim (1866–1947), deutscher Generalleutnant und erster Präsident des Reichsarchivs
- Erika Freiin Mertz von Quirnheim[71] (1900–1986)[72], Tochter von Hermann Mertz von Quirnheim, Ehefrau von Wilhelm Dieckmann
- Albrecht Mertz von Quirnheim (1905–1944), deutscher Oberst, Widerstandskämpfer gegen den Nationalsozialismus und Angehöriger des engsten Kreises der Attentäter vom 20. Juli 1944[73]
- Gudrun Mertz von Quirnheim (1907–1979), Tochter von Hermann Mertz von Quirnheim, Ehefrau von Otto Korfes

## Wappen

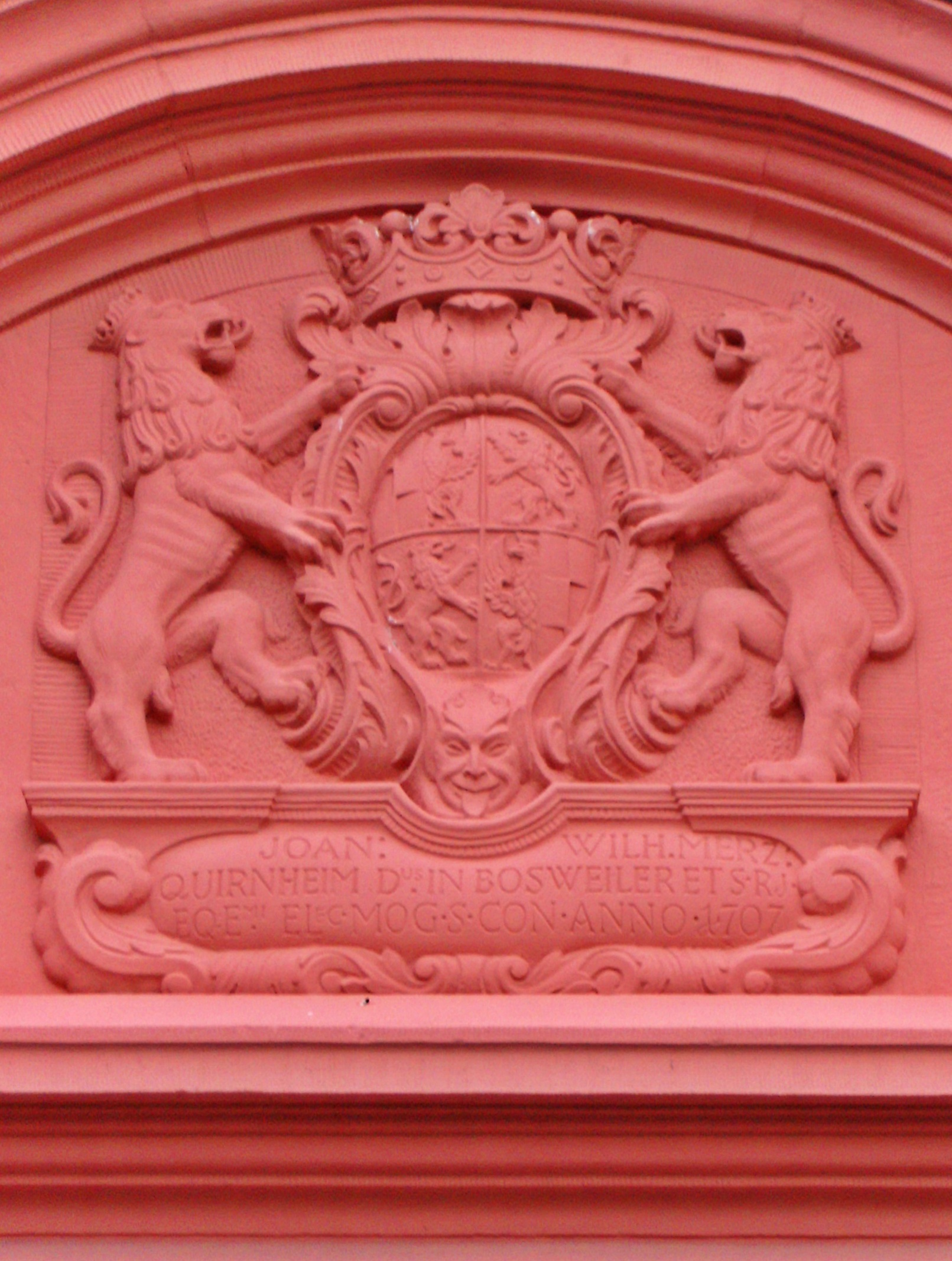
Wappen mit der übers. Inschrift: Johann Wilhelm Merz von Quirnheim Dominus auf Bosweiler Paladin des Heiligen Römischen Reiches Rat des Mainzer Kurfürsten

Für die Kurmainzer Zeit (ab 15. Jahrhundert) sind keine Belege für das eigentliche Stammwappen vorhanden. Im Dossier von 1674 werden diese als „Uralter Ritterstand“ bezeichnet mit einem Löwen als Siegel. Das wahrscheinliche Stammwappen dürfte dem Wappen des Balthasar Merz (Ratsherr) ähneln: in Blau einwärts ein zweischwänziger (gekrönter) Löwe.

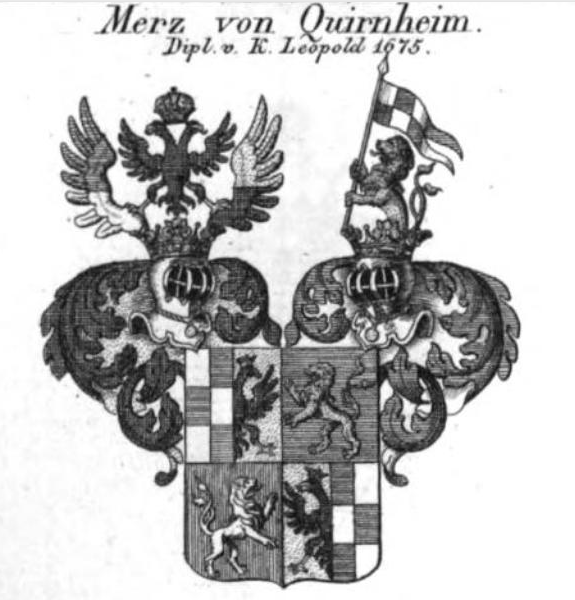
1. Juni 1675

Das mit dem Alten Reichsritterstand vom 1. Juni 1675 verliehene Wappen wird folgendermaßen beschrieben:
Geviert; 1 und 4 gespalten, Feld 1 vorn von Silber und Blau gespalten und zweimal quergeteilt in verwechselten Farben, hinten ein gekrönter, goldenbewehrter, schwarzer, halber Doppeladler am Spalt, in Feld 4 die Feldhälften verwechselt und von der hinteren Hälfte der Teilungen mit Blau beginnend, 2 in Blau ein zweischwänziger goldener Löwe, 3 in Rot einwärts ein zweischwänziger, silberner Löwe. Zwei gekrönte Helme mit schwarz-goldenen Decken; vorn zwischen einem offenen, rechts von Blau und Silber, links von Gold und Schwarz geteilten Fluge ein Schwarzer Doppeladler mit römischer Kaiserkrone, hinten mit blau-silbernen Decken ein wachsender, goldener Löwe, der ein von Silber und Blau geteiltes und zweimal in verwechselten Farben gespaltenes Panier in den Pranken hält.
Ob die Darstellung des Wappens an der Kirchendecke der Grablegekirche zu Boßweiler einer Wappenbesserung zwischen 1699 und 1706 entspricht, nur den Anweisungen des Johann Wilhelm Merz gefolgt wurde oder die künstlerische Interpretation des Malers darstellt, ist nicht nachzuweisen. Es gibt keine Erklärung in der einschlägigen Literatur, wieso kein Schwarzer Doppeladler mit römischer Kaiserkrone und falsche Deckenfarben dargestellt sind.
In Bayern wurde 1820 ein vereinfachtes Wappen mit der Ritteranerkennung eingetragen und entspricht folgender Beschreibung (auch mit verkehrten Löwen):
Schild geviert: 1 der Länge nach geteilt: rechts in drei Reihen, jede zu zwei Feldern, von Silber und Blau geschacht und links in Gold ein halber, gekrönter, schwarzer Adler; 2 in Blau ein einwärts gekehrter, doppelt geschweifter, goldener und 3 in Rot ein silberner Löwe und 4 der Länge nach geteilt: rechts in Gold ein halber gekrönter Adler und links in drei Reihen, jede zu zwei Feldern von Blau in Silber geschacht.
Wappendarstellungen:

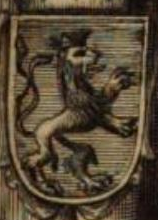
Balthasar Merz, Rat und Jurat in Mainz
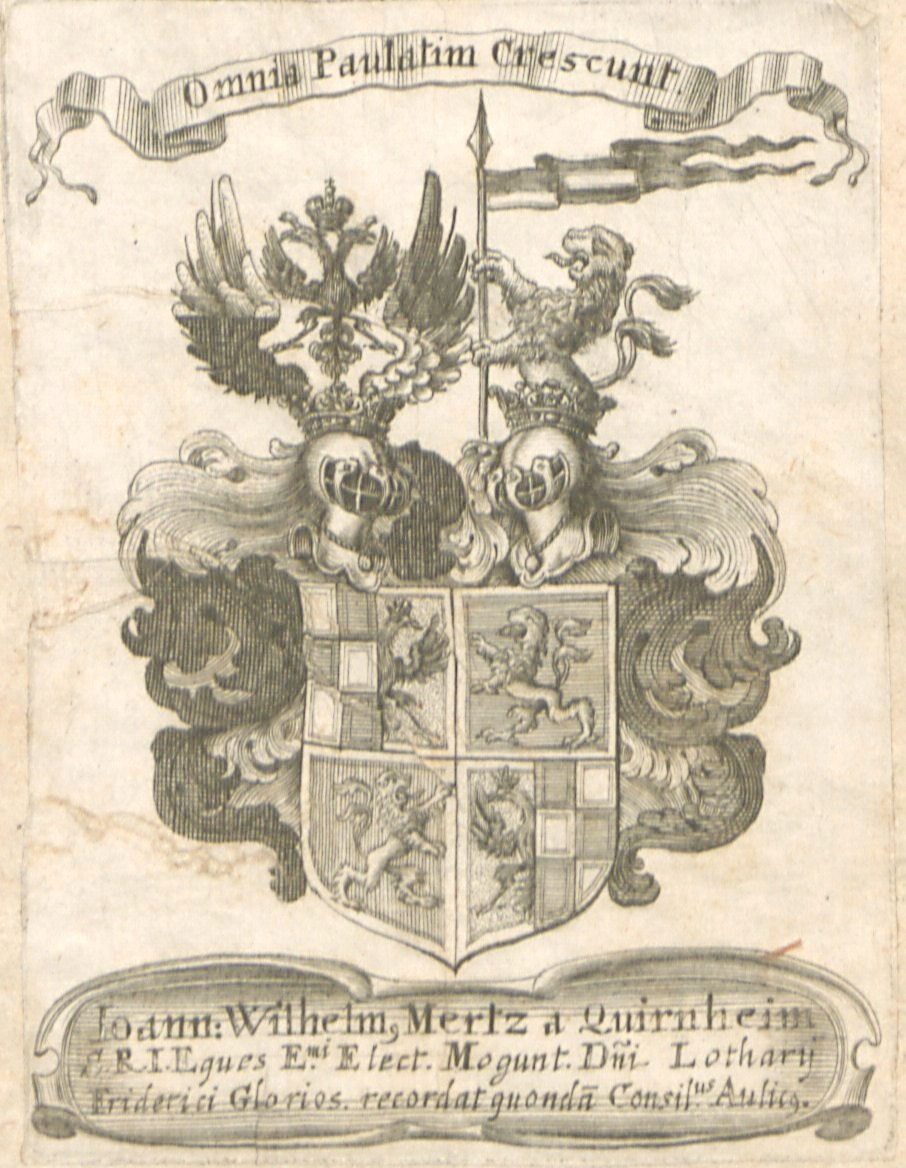
Persönliches Wappen Johann Wilhelm Merz
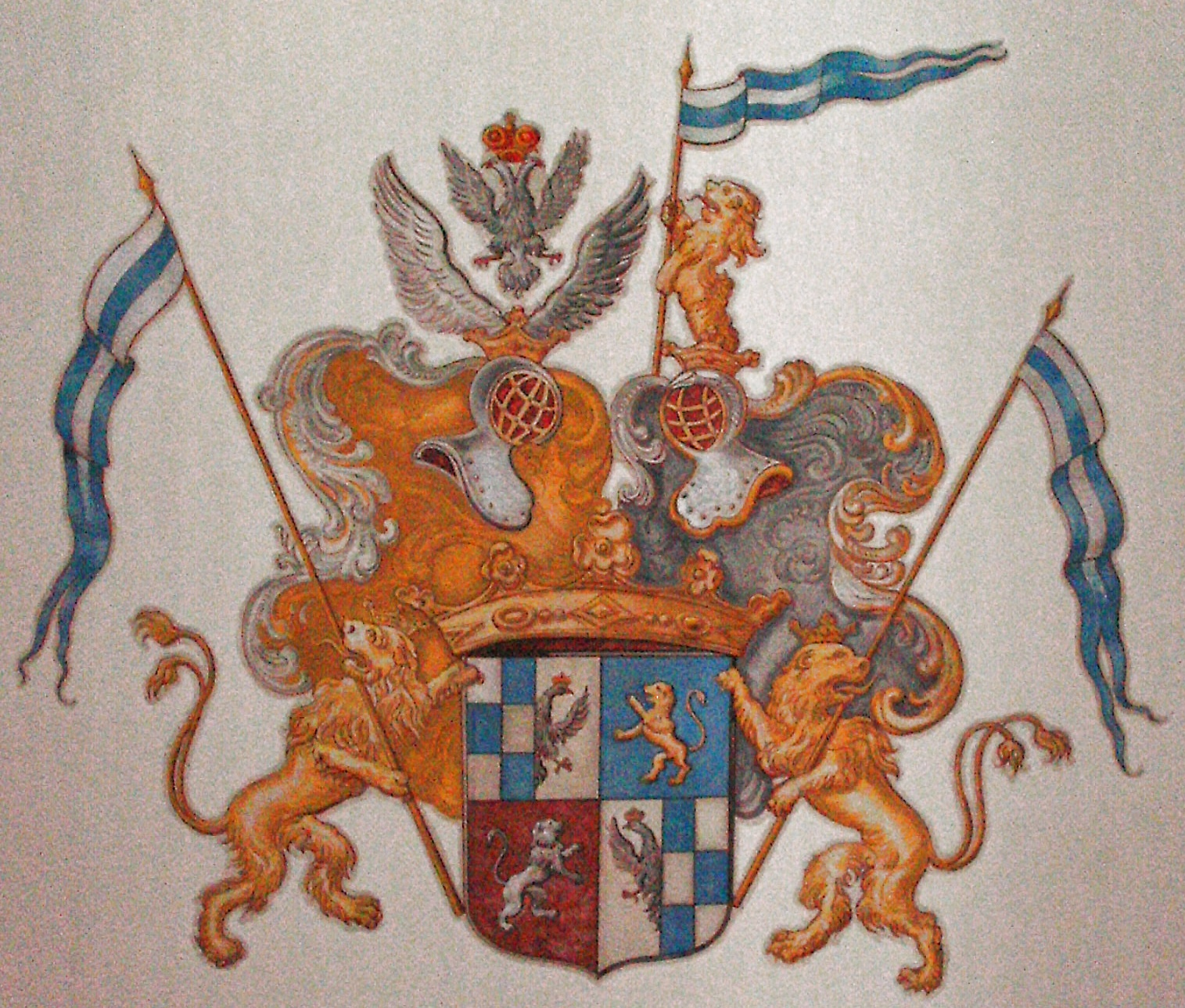
Deckenwappen der Grablegekirche Merz
Gemeinde Quirnheim

## Herrenhäuser und Besitz

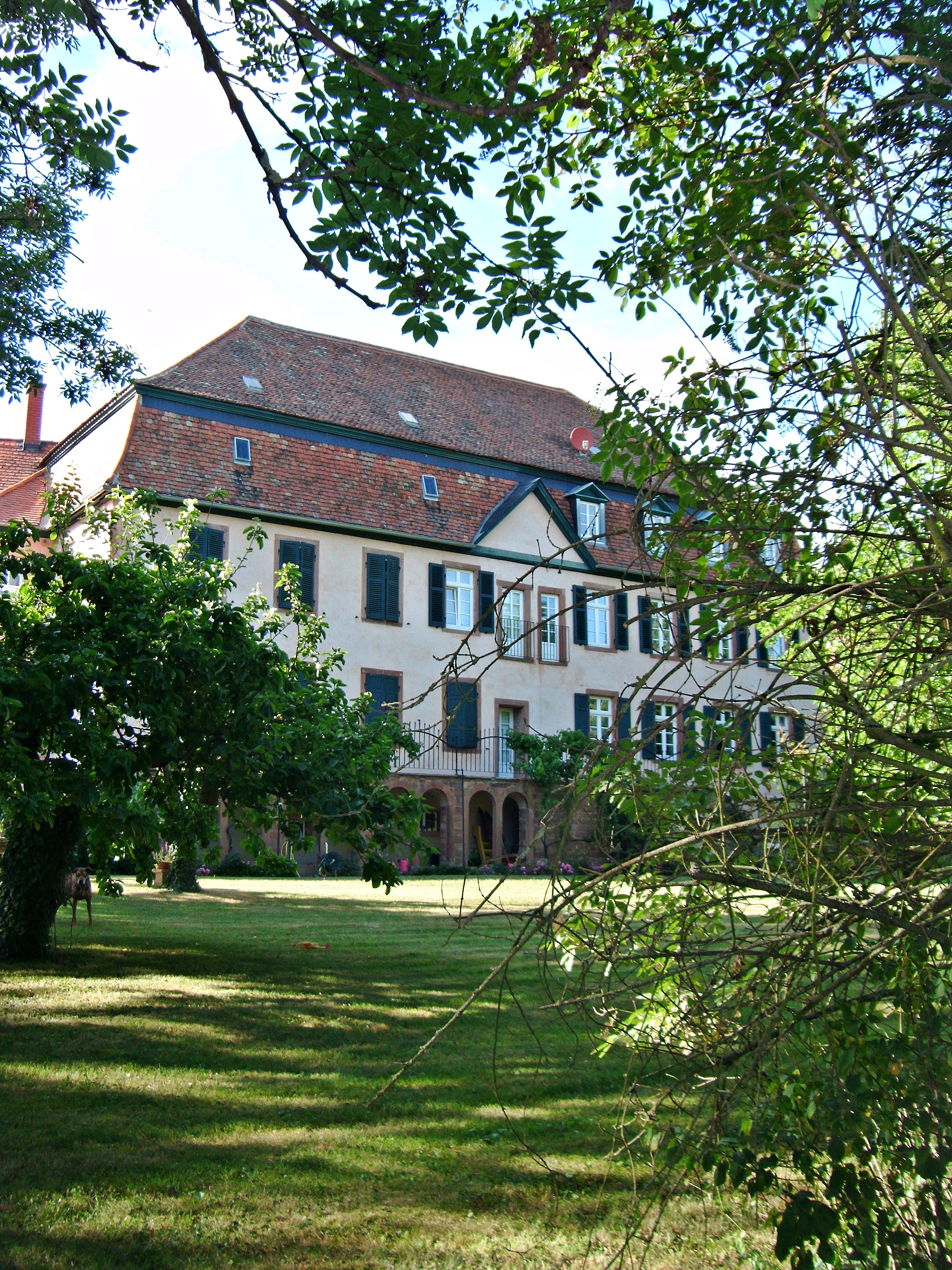
Merzsches Schloss

Das Geschlecht hatte außer dem Hospiz in Mainz im 16. Jahrhundert schon alteingesessenen Besitz in Mainz (Bodenheim und Hechtsheim), Olm und Worms (Heppenheim). Die zweite Ehe des Quirinus Merz brachte noch das Hofgut in Schierholz und Lehen, die ihm vom calenberger Fürsten von Hannover überlassen wurden, in den Besitz. Johann Wilhelm Merz erbte 1683 Oktroy-Anteile mit einem Gutshof auf Nordstrand und ein Haus in Schleswig, diese dänischen Ländereien befanden sich mindestens bis 1792 in Familienbesitz. Er erwarb weitere Güter in Bruchsal. 1685 wurde in London eine Villa gepachtet oder gekauft.

### Einzelne adlige Höfe
- Hertlingshäuserhof mit Gotteshaus zur Jungfrau Maria und Sankt Martin (Neue Str., Quirnheim), auch Quirnheimer Hof[50] mit Merzschem Schloss[76] genannt, ursprünglich auf einen 950[2] erwähnten salischen Königshof zurückgehend, im Mittelalter als Freisitz/Freiung im Lehen verschiedener Klöster, seit 1459 vom staufer Burgmann Hans Menges als Rittergut genutzt, westerburgisches Pfand/Lehen bis 1672[26], danach Allod der Familie, im 18. Jahrhundert barock umgebaut
- Bos(s)weiler(hof) mit Oswaldskapelle, im Zehnten Jahrhundert als zweiter salischer Königshof im damaligen Hauptort Boßweiler erwähnt,[2] im 30-jährigen Krieg teilweise zerstört bzw. wie der Ort Boßweiler selbst "untergegangen", 1673 zur Hälfte leiningisch, zu einem Viertel kurpfälzisch und zu einem Viertel reichsunmittelbar verlehnt, um 1700 Kapelle erweitert zur Grablege der Familie und "Villa Wilhelmina" erbaut.[77]
- Warsberger Hof[62] (Emmeransgasse D.163[78] bzw. ehemaliges Sonnengäßchen, Mainz), ehemals Stammhaus der Patrizier zum Pilgrim, bis 1657 Freihof der von Warsberg, 1675–80 von Quirinus Merz teilweise neu errichtet, Hauptwohnhaus des Johann Wilhelm Merz, fälschlich auch Marsberger oder Warsteiner Hof genannt
- Rittergut in Schierhol(t)z (bei Minden), Mitgift der zweiten Ehefrau aus dem Geschlecht Pfeil-Raddestorff von Quirinus Merz und sein späterer Hauptsitz als Braunschweiger Geheimrat.[79]
- Adeliges Herrenhaus mit großem Staller- bzw. Ritter-Gut auf Nordstrand, ab 1683 nach dem Tod des Hans Freins-Nordstrand im Besitz von Johann Wilhelm Merz (als Erbe seiner Frau), nach dem Tode aller Söhne von Freins gingen alle dänischen adligen Rechte und Titel 1704 über die älteste Tochter, der ersten Ehefrau, auf Johann Wilhelm über.